# Хасле, Грете Риттер
Грете Риттер Хасле (норв. Grethe Rytter Hasle; 3 января 1920 — 9 ноября 2013) — норвежский учёный-планктолог, одна из первых женщин-профессоров естествознания в Университете Осло, специализировалась на изучении фитопланктона.

## Биография
Грете Риттер Хасле родилась в городке Борре в коммуне Хортен, фюльке Вестфолл в семье корабельного мастера Иоганна Кристиана Риттера (1890—1966) и его жены Николин Олава Нельсен (1885—1976). Она вышла замуж за Ганса Мартина Гасле и взяла его фамилию; он умер в 1971 году.
До 1942 года Гретте Хасле училась в педагогическом колледже. Продолжила обучение в Университете Осло, который окончил в 1949 году. Её первой публикацией была статья «Phototactic vertical migration in marine dinoflagellates». В 1968 году успешно защитила диссертацию на тему «An Analysis of the Phytoplankton of the Southern Pacific Ocean» и получила степень доктора философии.

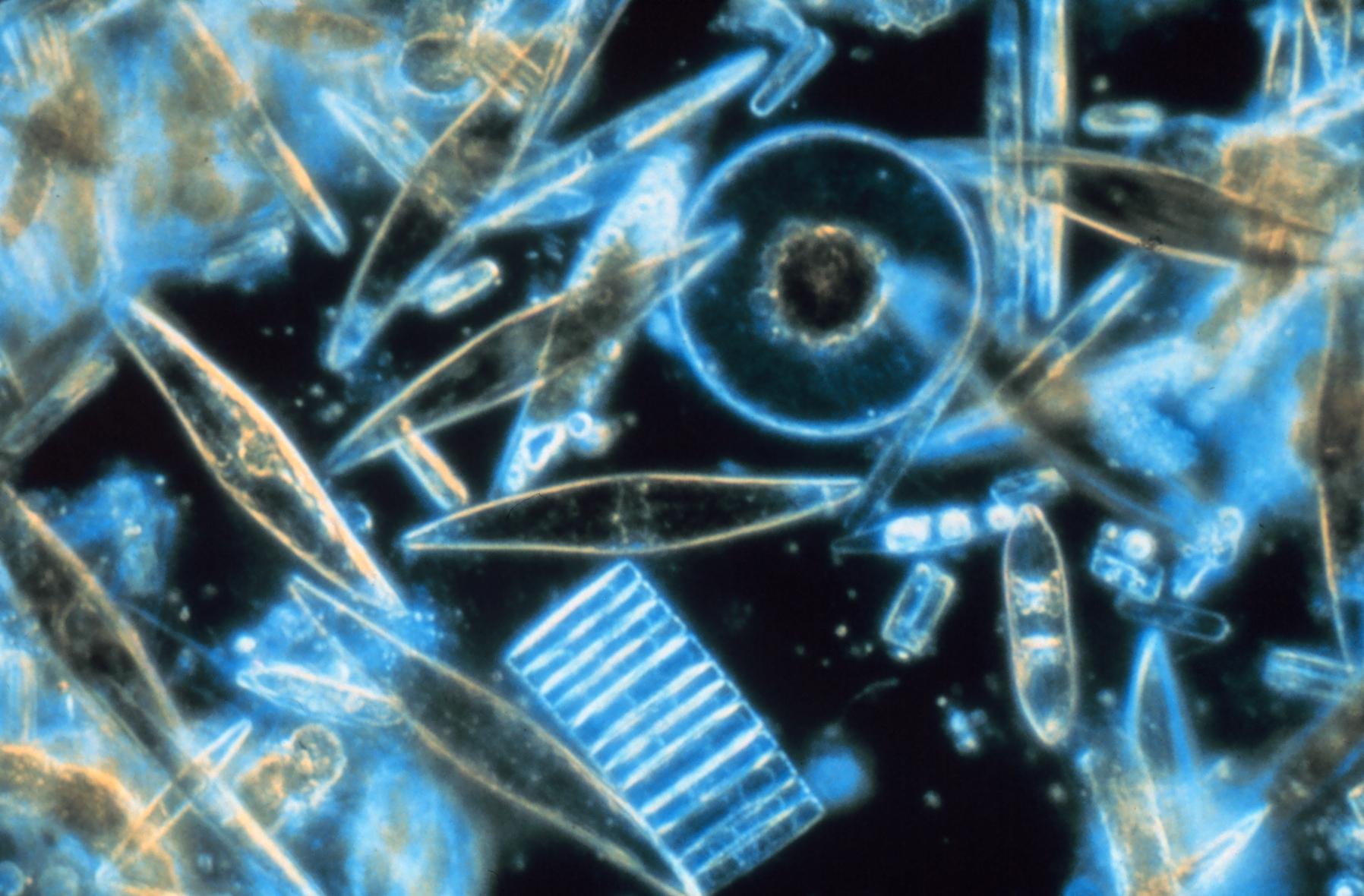
Фитопланктон класса Bacillariophyceae

В 1961 году она получила должность преподавателя Университета Осло, а с 1977 до 1990 года — профессора морской ботаники. Она была третьей женщиной-профессором на факультете математики и естественных наук, а в 1980 году стала членом Норвежской академии наук как единственная женщина-исследователь того времени, представляла естественные науки. Она была также приглашенным исследователем в Техасском университете A&M с 1968 до 1969 года. Она известна своими исследованиями фитопланктона в целом и, в частности, класса Bacillariophyceae. Род «Haslea» был назван в ее честь. Также она занималась просмотром морфологической таксономии родов «Thalassiosira», «Nitzschia» и «Fragilariopsis».
В 2000 году Гретте Гасле получила награду от Американского Фікологічного общества, а в 2003 году — награду Ясумото за достижения жизненного успеха от Международного общества по изучению вредоносных водорослей.
Гретте Гасле умерла 9 ноября 2013 года.

## Научные публикации
- 1949 : «Undersøkelser over Ceratium-arter og Prorocentrum micans»
- 1950 : «Phototactic vertical migration in marine dinoflagellates»
- 1959 : A quantitative study of phytoplankton from the equatorial Pacific
- 1960 : «Phytoplankton and ciliate species from the tropical Pacific»
- 1964 : «Nitzschia and Fragilariopsis studied species in the light and electron microscopes»
- 1967 : «The Fine Structure of Some Thalassionema and Thalassiothrix Species» (в соавторстве с Blanca Rojas E. de Mendiola)
- 1968 : «An Analysis of the Phytoplankton of the Southern Pacific Ocean: с его изобилие, Composition and Distribution during the 'Brattegg' Expedition 1947-48»
- 1968 : «Distribution of marine diatoms in the southern oceans»
- 1974 : «Some marine plankton genera of the diatom family Thalassiosiraceae»
- 1976 : «The biogeography of some marine planktonic diatoms»
- 1977 : «Morphology and taxonomy of Actinocyclus normanii f. subsalsa (Bacillariophyceae)»
- 1978 : «Some freshwater and brackish water species of the diatom род Thalassiosira от кливом»
- 1986 : «Trygve Braarud (15 September 1903-9 July 1985)»
- 1988 : «Atlas and Catalogue of the Diatom Types of Friedrich Hustedt»
- 1989 : «Freshwater and brackish water Thalassiosira (Bacillariophyceae): taxa with tangentially undulated valves» (в соавторстве с Carina B. Lange)
- 1994 : «Pseudo-nitzschia as a genus distinct from Nitzschia (Bacillariophyceae)»
- 1996 : Marine Diatoms (sm.m. E. E. Syvertsen), и C. R. Tomas (red.) : «Identifying Marine Diatoms and Dinoflagellates»
- 1999 : «Thalassionema synedriforme comb.nov. and Thalassiothrix spathulata sp.nov., two marine, planktonic diatoms from warm waters»
- 1999 : «Thalassionema synedriforme comb.nov. and Thalassiothrix spathulata sp.nov., two marine, planktonic diatoms from warm waters»
- 2002 : «Morphology, phylogeny and taxonomy of species within the Pseudo-nitzschia americana complex (Bacillariophyceae) with descriptions of two new species, Pseudo-nitzschia brasiliana and Pseudo-nitzschia linea» (в соавторстве с Nina Lundholm, Greta A. Fryxell и Paul E. Hargraves)
- 2005 : «Pseudo-nitzschia seriata f. obtusa (Bacillariophyceae) raised in rank based on morphological, phylogenetic and distributional data» (в соавторстве с Nina Lundholm)
- 2010 : «Fragilariopsis (Bacillariophyceae) of the Northern Hemisphere — morphology, taxonomy, phylogeny and distribution, with a description of F. pacifica sp. nov» (в соавторстве с Nina Lundholm)